# Rogsjön (Vänjans socken, Dalarna)
Rogsjön är en sjö i Malung-Sälens kommun och Mora kommun i Dalarna och ingår i Dalälvens huvudavrinningsområde. Sjön har en area på 2,71 kvadratkilometer och ligger 455,1 meter över havet. Sjön avvattnas av vattendraget Ogströmmen (Ogan).

## Delavrinningsområde
Rogsjön ingår i det delavrinningsområde (676600-137930) som SMHI kallar för Utloppet av Rogsjön. Medelhöjden är 467 meter över havet och ytan är 17,03 kvadratkilometer. Räknas de 22 avrinningsområdena uppströms in blir den ackumulerade arean 242,48 kvadratkilometer. Ogströmmen (Ogan) som avvattnar avrinningsområdet har biflödesordning 4, vilket innebär att vattnet flödar genom totalt 4 vattendrag innan det når havet efter 428 kilometer. Avrinningsområdet består mestadels av skog (38 procent) och sankmarker (42 procent). Avrinningsområdet har 2,71 kvadratkilometer vattenytor vilket ger det en sjöprocent på 15,9 procent.